# Добромир Дерменджиев
Добромир Дерменджиев (роден на 20 юни 1987 г. в Ямбол) е български състезател по сумо. Европейски шампион, многократен медалист от републикански първенства и участник в международни турнири. През 2023 г. заема първо място в европейската ранглиста в категория до 92 кг.

## Биография
Започва спортната си кариера с баскетбол в спортното училище в Ямбол. В 7-ми клас преминава в борбата под ръководството на треньора Иван Караджов. След 9-ти клас се премества в спортното училище на ЦСКА в София, където започва да се състезава активно по сумо.

## Републикански първенства
- 2007 – 🥈 2-ро място, категория до 85 кг
- 2012 – 🥉 3-то място, категория до 85 кг
- 2013 – 🥉 3-то място, категория до 115 кг
- 2014 – 🥈 2-ро място, категория до 100 кг
- 2016 – 🥈 2-ро място, категория до 92 кг
- 2019 – 🥇 1-во място, категория до 92 кг
- 2020 – 🥈 2-ро място, категория до 92 кг
- 2021 – 🥇 1-во място, категория до 92 кг
- 2022 – 🥇 1-во място, категория до 92 кг
- 2023 – 🥉 3-то място, категория до 92 кг
- 2024 – 🥇 1-во място, категория до 92 кг

## Европейски първенства
- 2016 – 🥈 2-ро място, Кротошин, Полша
- 2017 – 🥈 2-ро място, Тбилиси, Грузия
- 2022 – 🥇 1-во място, Кротошин, Полша
- 2023 – 🥈 2-ро място, Кротошин, Полша
- 2023 – 🥇 Първо място в европейската ранглиста на EFS, категория до 92 кг (30 точки)

## Международни участия
- 2010 – 🥈 2-ро място на международен турнир Гранд При, категория до 85 кг

## Видео
- Награждаване 2023 – YouTube
- Интервю – Радио 999

## Външни източници
- Wikimedia Commons – снимка от Европейското 2023
- Boec.bg – статия за държавното първенство
- Radio999 – обявяване на участие в Европейско